# Automotrice système Purrey CGO
L'automotrice système Purrey est un type d'automotrice à vapeur pour tramway conçu pour la Compagnie générale des omnibus (CGO) à Paris.

## Histoire
La Compagnie générale des omnibus (CGO) met en service à partir du 1er juillet 1899 une série de cinquante automotrices à vapeur du système Purrey avec impériale sur la ligne TB Paris Louvre - Boulogne-Billancourt Pont de Sèvre.

## Caractéristiques

### Caractéristiques générales

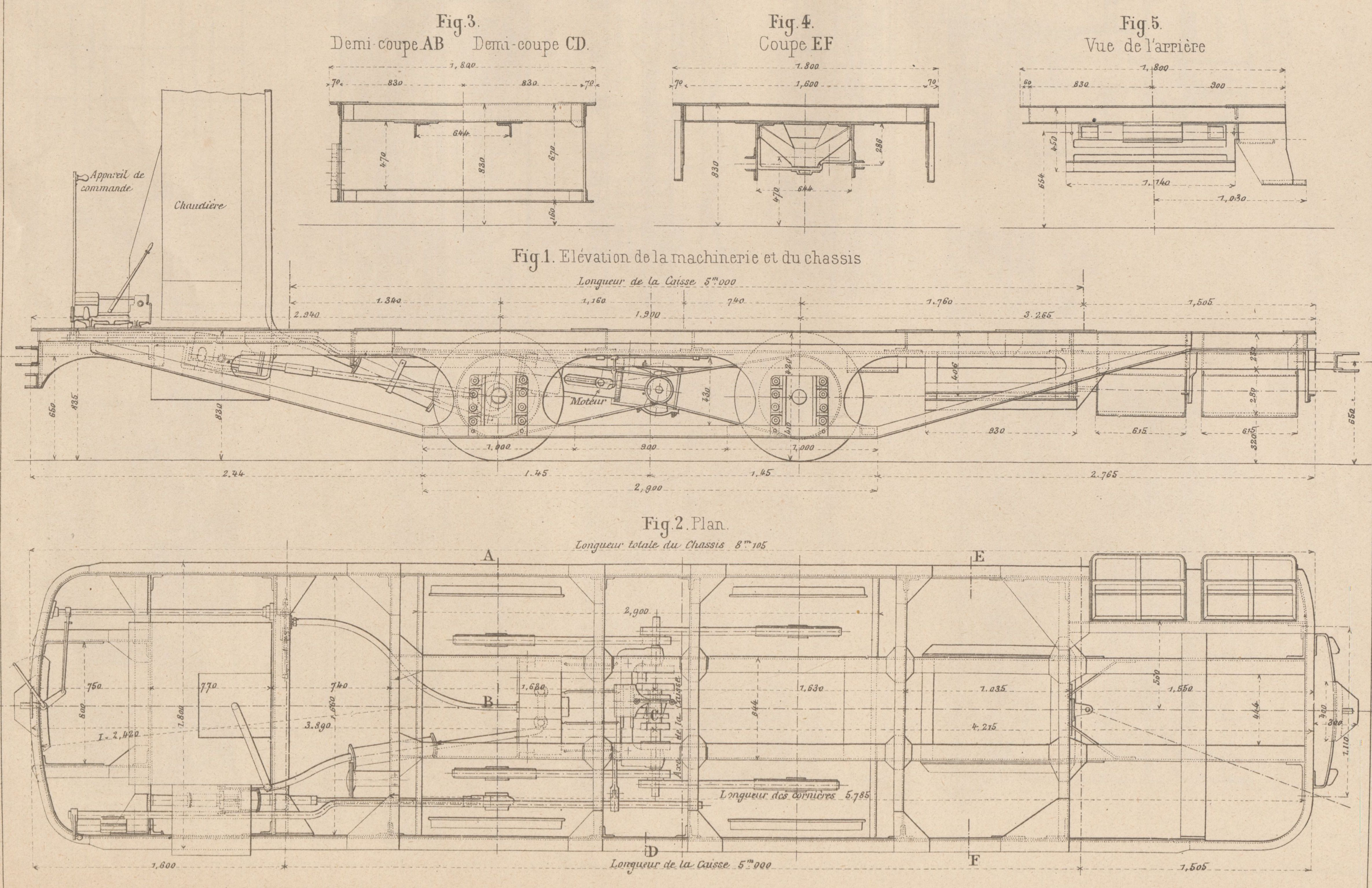
Plan du châssis.

| Nombre construits       | 50                |
| Constructeur            |                   |
| Numéros                 | 701-750           |
| Écartement [mm]         | 1 435             |
| Disposition des essieux | 1A                |
| Conduite                | Unidirectionnelle |